# 鈇鉞二
鈇鉞二，又名寶瓶座106，BD-19 6500，HD 222847、SAO 165854、HR 8998，是寶瓶座的一颗恒星，视星等为5.24，位于銀經59.17，銀緯-72.17，其B1900.0坐标为赤經23h 39m 0.9s，赤緯-18° -72.17′ 55″。